# Лапковка
Лапковка (Лопковка) — река в России, протекает в Даниловском районе Ярославской области. Устье реки находится в 9,8 км по левому берегу реки Саводранка от её устья. Длина реки составляет 10 км. Сельские населённые пункты у реки: Лучицево и Великодворье, Избино и Молыгино, Маурино.

## Данные водного реестра
По данным государственного водного реестра России относится к Верхневолжскому бассейновому округу, водохозяйственный участок реки — Волга от Рыбинского гидроузла до города Кострома, без реки Кострома от истока до водомерного поста у деревни Исады, речной подбассейн реки — Волга ниже Рыбинского водохранилища до впадения Оки. Речной бассейн реки — (Верхняя) Волга до Куйбышевского водохранилища (без бассейна Оки).
Код объекта в государственном водном реестре — 08010300212110000011511.